# همرسون
همرسون (به انگلیسی: Hammerson) شرکت املاک و مستغلات بریتانیایی است، که فعالیت‌های آن به صورت عمده در زمینه سرمایه‌گذاری و ساخت ساختمان‌های اداری، تجاری و مسکونی، همچنین توسعه املاک و مستغلات متمرکز می‌باشد.
شرکت همرسون در سال ۱۹۴۲ توسط لوئیس همرسون تأسیس شد و در حال حاضر دارای عملیات در کشورهای فرانسه، اسپانیا، آلمان و انگلستان می‌باشد.
دفتر مرکزی این شرکت در شهر لندن قرار دارد و بخشی از سهام آن در بازارهای بورس لندن و بورس یورونکست پاریس دادوستد می‌شود.